# Joseph René Bellot
Joseph René Bellot (París, 18 de marzo de 1826 - cerca de isla Devon, Canadá,  18 de agosto de 1853) fue un oficial naval y explorador francés que participó en dos de las expediciones de búsqueda de John Franklin, falleciendo ahogado en la última en el archipiélago ártico canadiense. 

## Biografía
Joseph René Bellot, uno de los siete hijos de un herrero, se trasladó a los 5 años con su familia a Rochefort. Asistió a la escuela comunal de Rochefort y luego, gracias a una ayuda de la ciudad, a la escuela naval de Brest, donde ingresó el 10 de noviembre de 1841, a los 15 años. Se licenció entre los primeros el 1 de septiembre de 1843 y pasó los siguientes seis meses como aspirante a bordo del Suffren (después el Friedland), un navío del puerto de Brest.
En junio de 1844, se embarcó como guardamarina en la corbeta Le Berceau para Madagascar e isla Borbón. Fue gravemente herido el 15 de junio de 1845 en el ataque conjunto emprendido por navíos franceses y británicos contra el puerto de Tamatave (Madagascar), y por su valentía durante ese ataque, fue condecorado con la Legión de Honor. A continuación, pasó a la fragata La Belle-Poule antes de  regresar a Francia el 1º de noviembre de 1847. 
Embarcó como aspirante en el Pandora y después, el 23 de julio de 1848 en la corbeta Triumphant rumbo a Sudamérica, tomando parte en otra expedición franco-británica destinada a abrir el río Paraná al comercio. Regresó a Rochefort el 25 de agosto de 1850. 

## La primera expedición al ártico
Bellot, como casi todos los jóvenes marinos de la época seguía con interés la suerte de la expedición de Sir John Franklin, desaparecido en el archipiélago ártico canadiense en 1847 mientras buscaba el Paso del Noroeste. En un tiempo en que no tenía destino, comunicó a sus superiores su interés en participar en la búsqueda, haciéndoles ver el interés política que reportaría para Francia. A mediados de marzo de 1851 escribió a Lady Francklin y a William Kennedy, que estaba preparando una segunda expedición financiada por ella, ofreciéndose a participar en la misma. El ofrecimiento de Bellot,  bien refrendado por sus superiores y por el embajador francés en Londres, suscitó la oposición de los consejeros de lady Franklin en el Almirantazgo, que creían que la presencia de un oficial extranjero podría entrañar problemas de disciplina y de mando. Kennedy era favorable y Lady Francklin concertó con Bellot una entrevista personal, que le causó una excelente impresión.  
El Prince Albert, con Kennedy al mando y Bellot como segundo, partió de Aberdeen (Escocia) en mayo de ese año 1851, con una tripulación de solo 17 hombres. Una vez llegados al ártico, lograron avanzar por el Lancaster Sound y penetrar en el estrecho del Príncipe Regente. El 9 de septiembre, Kennedy con cuatro marineros, desembarcó en puerto Leopold, en el extremo nororiental de isla Somerset y mientras tanto, el hielo arrastró al Prince Albert en dirección sur. Después de intentar, sin éxito, mantener el buque cerca de puerto Leopold, Bellot se vio obligado a fondear en la bahía Batty, a unas 80 km al sur. Inmediatamente intentó llegar a pie en auxilio de Kennedy, pero el mal tiempo le obligó a regresar. Después de un segundo fracaso, logró finalmente llegar por tierra hasta puerto Leopold, realizando el viaje de regreso ambos grupos a mediados de octubre, cinco semanas después de separarse. Eso afianzó la confianza de Kennedy y us tripulación en el joven oficial francés. 
Con el barco atrapado, Kennedy, Bellot y 12 de los tripulantes, partieron, a finales de febrero de 1852, en trineos de perros a explorar la zona de la península Boothia. Después de una parada en playa Fury, en la bahía de Creswell, el grupo continuó al sur, y el 5 de abril llegaron a la bahía de Brentford. Ocho de los miembros del grupo regresaron al Prince Albert, mientras que Kennedy, Bellot, y cuatro de sus hombres siguieron hacia el suroeste. El 7 de abril descubrieron un nuevo canal, que más tarde Kennedy, en reconocimiento a su segundo, llamó estrecho de Bellot. 
Se desconoce por qué no siguieron explorando al sur la península de Boothia, como era su intención (quizás a causa de la nieve y la niebla), pero se dirigieron al oeste, hacia la isla del Príncipe de Gales, cruzando las aguas heladas del Peel Sound y el estrecho de Franklin (que ellos también nombraron). Regresaron de vuelta al Prince Albert el 30 de mayo, después de haber completado un viaje de unas 1.800 km, y el 28 de agosto de 1852 zarparon hacia isla Beechey y tra una breve parada, llegaron a Aberdeen unos 40 días más tarde. A pesar de que fracasaron en la búsqueda de Franklin, Kennedy y Bellot contribuyeron con su expedición al conocimiento del ártico canadiense y lograron regresar a Gran Bretaña sin la pérdida de un solo hombre. Bellot, integrado de manera notable en una tripulación compuesta enteramente por puritanos escoceses, fue admirado y elogiado por su valentía, dedicación, sencillez e inteligencia. El ejemplo de Bellot fue muy alabado como un símbolo de la amistad anglo-francesa; Bellot fue nombrado miembro de la Royal Geographical Society a título de correspondiente extranjero y, a su regreso a Francia, conoció que el ministro de Marina francés, Theodore Ducos, le había nombrado teniente el 3 de febrero de 1852.

## La segunda expedición al ártico
Bellot regresó al ártico al año siguiente en otra expedición inglesa, está vez del propio Almirantazgo. La expedición, comandada por el capitán Edward Augustus Inglefield, al mando del HMS Phoenix y el HMS Breadalbane tenía como único fin llevar suministros a la gran expedición de sir Edward Belcher (compuesta por cinco barcos), que había invernado en el ártico el año anterior estableciendo su campamento en isla Beechey. Los barcos de aprovisionamiento llegaron a isla Beechey el 8 de agosto de 1853, y allí solo estaba el HMS North Start, ya que el resto estaba atrapado en el hielo en distintos estrechos más alejados. Inglefield fue inmediatamente informado de la difícil situación por la que atravesaba la expedición debido al carácter de su comandante y envió cuatro días más tarde, a Bellot con cuatro hombres a pie, para enviar un mensaje a Belcher, que estaba atrapado en el canal de Wellington. El 17 de agosto, Bellot y dos de los hombres fueron a la deriva en un témpano de hielo. Construyeron un refugio para pasar la noche y a la mañana siguiente, Bellot salió a examinar el hielo. Al no volver le buscaron, pero solo descubrieron su palo sobre un témpano vecino. Bellot, aparentemente, había caído entre dos témpanos de hielo y se habría ahogado.
Tres días más tarde, el 21 de agosto, cerca de cabo Riley, el 'HMS Breadalbane se perdió. Inglefield, haciendo caso de las órdenes que llevaba del Almirantazgo de regresar en cuanto hubiese aprovisionado a Belcher regresó a Inglaterra sin más incidentes.

## Reconocimientos
El primer reconocimiento fue hecho por la propia tripulación de Inglefield, que le erigió un monumento de piedra en la isla Beechey que aún se conserva. El emperador Napoleón III concedió una pensión a su familia. En Inglaterra, se recogieron 2.000 libras para su familia, de las que 500 se dedicaron a erigirle un obelisco a su memoria, que se colocó en la ribera sur del Támesis, frente al hospital de Greenwich. Una calle del distrito londinense de Greenwich, lleva su nombre, asó como otra en París. La ciudad de Rochefort también erigió un monumento en su memoria.
Durante la expedición del Príncipe Alberto (1851-52), el capitán Kennedy dio el nombre de Bellot a los siguientes accidentes costeros:   
- Cabo Bellot, al norte de la isla Príncipe de Gales ( 73°54′54″N 97°45′5″O / 73.91500, -97.75139).
- Estrecho de Bellot, entre la península de Boothia y la isla de Somerset (71°59′N 94°50′O / 71.983, -94.833)

En 1935, se le dio su nombre al cráter lunar Bellot.

## Escritos
Joseph-René Bellot escribió un diario durante la expedición a bordo del Prince Albert (1851-52), aunque el final del viaje falta. Este diario, notablemente escrito y de un gran interés científico, conoció varias ediciones después de la muerte de Bellot: 
- Journal d'un voyage aux mers polaires exécuté a la recherche de Sir John Franklin, en 1851 et 1852. précédé d'une notice sur la vie et les travaux de l'auteur par M. Julien Lemer,  Paris, Perrotin, 1854.
- Journal d'un voyage aux mers polaires à la recherche de Sir John Franklin. Avec une introduction par M. Paul Boiteau et accompagné d'une carte des régions arctiques et d'un portrait gravé sur acier, Paris, Perrotin, 1866.
- Memoirs of Lieutenant Joseph Rene Bellot, ... With His Journal of a Voyage in the Polar Seas, in Search of Sir John Franklin, en dos volúmenes, Londres, Hurst and Blackett, 1855.
- Journal d'un voyage aux mers polaires à la recherche de sir John Franklin, Paris, Garnier, 1875.
- Memoirs of Lieutenant Joseph Rene Bellot: With His Journal of a Voyage in the Polar Seas, in Search of Sir John Franklin, Kessinger Publishing, 2007. ISBN 1-4326-7747-0.
- Journal d'un voyage aux mers polaires. Expédition du Prince-Albert 1851-1852, La Rochelle, éd. La Découvrance, 2007. ISBN 978-2-84265-543-3.

## Varios
Julio Verne, publicó en 1855 la novela «Un hivernage dans les glaces» (Una invernada en los hielos) en la revista Musée des familles. Esta novela parece directamente inspirada por el Diario de Bellot, incluido el tema de encontrar un hombre desaparecido en el mar, en un medio ambiente extremo. Muchos ingredientes del Diario de Bellot también se emplean en otra de las obras de Verne, en Las aventuras del capitán Hatteras, incluida una primera versión aparecida en 1864. Esta novela evoca incluso la muerte de Bellot en el personaje de jefe de equipaje Johnson, que tenía que haber abordado el Phoenix, el barco en el que embarcó Bellot. 